# Lünen
Lünen és un municipi del districte d'Unna, a l'estat de Rin del Nord-Westfàlia, a Alemanya. Es troba al nord de Dortmund i hi passa el riu Lúpia. És el municipi més gran del districte d'Unna, i forma part de l'àrea verda de Münster.
Una planta de biocombustible es construirà a la ciutat per tal de proveir-la d'energia elèctrica. Lünen serà la primera ciutat del món a rebre electricitat per mitjà de companyies públiques generada a partir de residus animals. La planta es preveu que produirà fins a 6,6MW, i abastirà 26.000 llars de calefacció i electricitat.

## Ciutats agermanades
- Salford ( Regne Unit)